# Tunnels van bloed
Tunnels van Bloed is een boek uit de serie De wereld van Darren Shan. De thriller verscheen in 2001.
In het verhaal wordt Darren steeds ouder en zijn angst voor het drinken van bloed is over. Darren gaat samen met zijn vriend Evra en meneer Crepsley, de vampier, naar de stad. Wanneer meneer Crepsley iedere avond weg gaat en er op tv komt dat er zes leeggezogen lijken zijn gevonden worden Darren en Evra achterdochtig, waarna ze op onderzoek uitgaan.
Al snel blijkt dat er een Vampanees door de riooltunnels onder de stad ronddoold. Meneer Crepsley ziet het als zijn taak om de Vampanees op te sporen en te doden.